# Indonemoura geminus
Indonemoura geminus är en bäcksländeart som beskrevs av Peter Zwick 1977. Indonemoura geminus ingår i släktet Indonemoura och familjen kryssbäcksländor. Inga underarter finns listade i Catalogue of Life.